# Dasybasis nigripes
Dasybasis nigripes är en tvåvingeart som först beskrevs av Krober 1931.  Dasybasis nigripes ingår i släktet Dasybasis och familjen bromsar. Inga underarter finns listade i Catalogue of Life.